# Pré-Alpes Berneses
Os Pré-Alpes Berneses (em italiano:  Prealpi Bernesi)é um maciço montanhoso que faz parte dos Alpes Ocidentais na sua secção dos Pré-Alpes Suíços e encontram-se principalmente no  Cantão de Berna, e em parte no Cantão de Lucerna e no cantão de Obwald na Suíça. O ponto mais alto é o  Schilthorn  com 2.970 m.

## Situação
A Norte fica o enorme planalto suíço, a Nordeste os Pré-Alpes de Lucerna e de Unterwalden, a Sul e a Sudeste os Alpes de Berna, e a Sudoeste os Pré-Alpes de Vaud e Friburgo.

## SOIUSA
A Subdivisão Orográfica Internacional Unificada do Sistema Alpino (SOIUSA), criada em 2005, dividiu os Alpes em duas grandes partes:Alpes Ocidentais e Alpes Orientais, separados pela linha formada pelo  Rio Reno - Passo de Spluga - Lago de Como - Lago de Lecco.
Os Pré-Alpes de Vaud e Friburgo, Pré-Alpes Berneses, Pré-Alpes de Lucerna e de Unterwalden, Pré-Alpes de Schwyz e de Uri, e os Pré-Alpes de Appenzell e de São Galo formam os Pré-Alpes suíços.

### Classificação  SOIUSA
Segundo a SOIUSA este acidente orográfico é uma Sub-secção alpina  com as seguintes características
- Parte = Alpes Ocidentais
- Grande sector alpino = Alpes Ocidentais-Norte
- Secção alpina = Pré-Alpes suíços
- Sub-secção alpina =  Pré-Alpes Berneses
- Código = I/B-14.II